# Ставівська сільська рада
| Ставівська сільська рада — колишній орган місцевого самоврядування у Кагарлицькому районі Київської області з адміністративним центром у с. Стави. Історична дата утворення: в 1919 році. Водоймища на території, підпорядкованій даній раді: річки Безіменна, Горохуватка. Сільській раді підпорядковані населені пункти: - с. Стави |

## Склад ради
Рада складається з 16 депутатів та голови.

### Керівний склад ради
| ПІБ                                | Основні відомості                                                         | Дата обрання | Дата звільнення |
| ---------------------------------- | ------------------------------------------------------------------------- | ------------ | --------------- |
| Михайленко Володимир Олександрович | Сільський голова, 1966 року народження, освіта                            | 26.03.2006   | 31.10.2010      |
| Михайленко Володимир Олексійович   | Сільський голова, 1966 року народження, освіта вища, член Партії регіонів | 31.10.2010   |                 |

Примітка: таблиця складена за даними джерела